# Dipsosaurus dorsalis
L'iguana del deserto (Dipsosaurus dorsalis (Baird & Girard, 1852)), è un rettile appartenente alla famiglia Iguanidae. È l'unica specie nota del genere Dipsosaurus.

## Distribuzione habitat
La specie è diffusa negli Stati Uniti sud-occidentali (California, Nevada, Arizona e Utah) e nel Messico settentrionale (Baja California, W Sonora, NW Sinaloa).